# Rafaela Porras y Ayllón
Rafaela Porras y Ayllón (ur. 1 marca 1850; zm. 6 stycznia 1925) – hiszpańska zakonnica, założycielka Zgromadzenia Służebnic Najświętszego Serca Jezusowego, święta Kościoła katolickiego.

## Życiorys
Rafaela Porras y Ayllón urodziła się 1 marca 1850 roku w wielodzietnej rodzinie. W 1854 roku jej ojciec zmarł w czasie epidemii cholery. Gdy miała 19 lat, zmarła jej matka. Po jej śmierci wraz z siostrą poświęciła się w opiece nad chorymi i ubogimi. W 1874 roku razem z siostrą udała się do klasztoru klarysek. W 1875 roku wstąpiła do Instytutu Towarzystwa Marii Wynagradzającej. Założyła zgromadzenie Służebnic Najświętszego Serca Jezusowego. Zmarła 6 stycznia 1925 roku mając 74 lata.
Została beatyfikowana przez Piusa XII 18 maja 1952 roku, a kanonizowana przez Pawła VI 23 stycznia 1977 roku.